# René Gouillard
René Gouillard est un footballeur français né le 22 octobre 1921 à Avion (Pas-de-Calais) et mort le 22 février 1972 à Liévin.
Il a joué arrière latéral droit au RC Lens et été finaliste de la Coupe de France en 1948.

## Palmarès
- Finaliste de la Coupe de France en 1948 avec le RC Lens